# Friedrich Otto Burchard von Reden
Friedrich Otto Burchard von Reden (* 15. Mai 1769 in Clausthal; † 26. Mai 1836 ebenda) war ein hannoverscher Berghauptmann.

## Leben

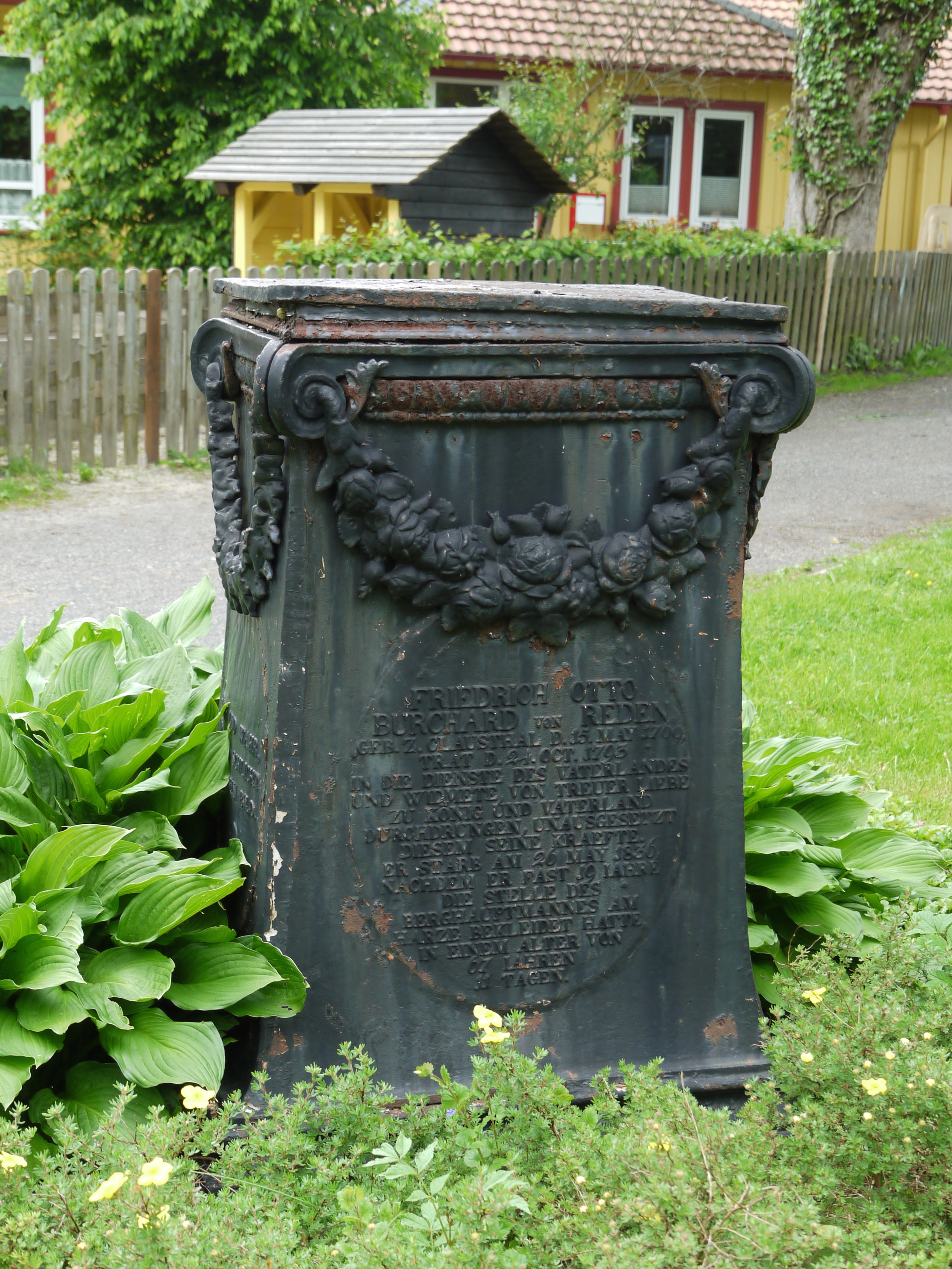
Grabstätte des Friedrich Otto Burchard von Reden auf dem alten Friedhof in Clausthal

Der Sohn des Berghauptmanns Claus Friedrich von Reden entstammte einer Familie, die dem Bergbau sehr verbunden war. So studierte er gleichfalls das Bergfach und erhielt 1797 seine erste Anstellung als Bergdrost in Clausthal. 1803 wurde von Reden zum Vizeberghauptmann in Osnabrück ernannt und ab 1817 wirkte er in gleicher Funktion in Clausthal.
1825 erfolgte seine Ernennung zum Berghauptmann in Clausthal. In diesem Amt erwarb sich von Reden Verdienste um die Verbesserung der technischen Einrichtungen der Gruben des Oberharzes. Zusammen mit dem Oberbergrat Julius Albert beauftragte von Reden 1833 den Berggeschworenen Georg Ludwig Dörell, ein vom Kunstjungen Lichtenberg konstruiertes Modell einer Fahrkunst im Spiegelthaler Hoffnungs-Richtschacht in der Praxis zu erproben. Nach dem erfolgreichen Versuch erfolgte der Einbau der Fahrkünste auf allen Oberharzer Bergwerken und wenig später fand die Harzer Fahrkunst in ganz Europa Verbreitung. Im darauf folgenden Jahr wurde Clausthal erneut zu einem Zentrum des technischen Fortschrittes, als Albert das Drahtseil erfand, das die bis dahin gebräuchlichen Harzer Ketten ablöste. Erste Versuche mit Seilen aus gezogenem Eisendraht hatte bereits sein Vater durchführen lassen.
Als von Reden 1836 verstarb, wurde Albert sein Nachfolger als Berghauptmann.
Friedrich Otto Burchard von Reden war ein Cousin des preußischen Oberberghauptmanns und Ministers Friedrich Wilhelm von Reden.